# エリザベート・ドートリッシュ
エリザベート・ドートリッシュ（Élisabeth d'Autriche, 1554年6月5日 - 1592年1月22日）は、フランス王シャルル9世の王妃。オーストリア・ハプスブルク家の神聖ローマ皇帝マクシミリアン2世と皇后マリアの娘で、ドイツ名はエリーザベト・フォン・エスターライヒ（Elisabeth von Österreich）。

## 生涯
ウィーンでマクシミリアン2世の第5子として生まれる。兄に皇帝ルドルフ2世、弟に皇帝マティアスがいる。また、シャルル9世の祖父フランソワ1世の後妻エレオノール・ドートリッシュは父方でも母方でも大伯母に当たる。
1570年、16歳でフランス王シャルル9世と結婚した。夫は1561年に10歳で即位していたが、病弱であり、実権は王太后カトリーヌ・ド・メディシスが握っていた。1572年に一人娘マリー・エリザベート（1572年 - 1578年）が生まれるが、この年にはサン・バルテルミの虐殺が起こっている。この事件の衝撃によるものか、シャルル9世は1574年に死去し、エリザベートは結婚からわずか3年半で未亡人となった。
エリザベートは国許に帰り、父マクシミリアン2世が亡夫の弟アンリ3世との再婚を提案すると、これを断わった。その後、1578年に娘マリー・エリザベートが夭逝し、1589年にはアンリ3世が暗殺されてヴァロワ朝が断絶、エリザベート本人も1592年に死去した。